# Psametik II.
Psametik II. je bil faraon Šestindvajsete egipčanske  dinastije, ki je vladal od leta 595 pr. n. št. do  589 pr. n. št., * ni znano, † 589 pr. n. št.
Njegov priimek Nefer-Ib-Re pomeni  "čudovito [je] Rajevo srce". Bil je sin faraona Neka II.

## Vojna pohoda
Psametik II. je leta 592 pr. n. št. napadel Nubijo in prodrl do tretjega ali celo četrtega katarakta Nila. Sodobna stela iz Teb (Karnak), postavljena v tretjem letu njegovega vladanja, omenja hud poraz, ki ga je zadal  kraljestvu Kuš. Znan grafit, napisan v grščini na levi nogi ogromnega sedečega kipa Ramzesa II.  na južni strani vhoda v tempelj Abu Simbel, omenja:
Ko je kralj Psametik (II.) prišel na Elefantino, so to napisali tisti, ki so pluli s Psametikom, Teoklejevim sinom, in prišli onkraj Kerkisa, kolikor dopušča reka. Tiste, ki so govorili tuje jezike (Grke in Karijce, ki so tudi zapisali svoja imena na spomenik), je vodil Potasimto, Egipčane pa Amasis.
Kerkis se je nahajal pri Nilovem petem kataraktu, "ki je bil globoko v Kušitskem kraljestvu".
Vojni pohod je bil prvo soočenje Egipta in Nubije po vladavini Tantamanija. Kušitski kralj Anlamani je obudil moč kraljestva Napata. Kampanja Psametika II. je bila verjetno namenjena uničenju vseh morebitnih prihodnjih teženj Kušitov, da ponovno osvojijo Egipt. Egipčanska vojska je v vrsti hudih bitk napredovala do Pnubsa (Kerma) in glavnega mesta Napata, kjer je izropala templje in uničila kipe kušitskih kraljev. Kušitska prestolnica je bila izropana med vladavino kušitskega kralja Aspelte,  Anlamanijevega mlajšega brata in Senkamaniskenovega sina. Stela iz Karnaka je datirana v tretje leto Psametikovega vladanja navaja:
Vojska, ki jo je vaše veličanstvo poslalo v Nubijo, je dosegla deželo Pnubs ... Nubijci iz vseh koncev [Kuša] so vstali proti njemu, njihova srca so bila polna jeze, ko je napadel tiste, ki so se mu tam uprli; ker je bil jezen na tiste, ki so se dvignili proti njemu. Njegovo veličanstvo je sodelovalo v boju takoj, ko se je bitka začela. Uporniki so kapitulirali  še preden je bila proti njim sprožena ena sama puščica ... Tistim, ki so poskušali pobegniti, to ni uspelo in so bili pripeljani nazaj kot ujetniki: štiri tisoč dvesto mož.
Psametikov uničujoči pohod je zdrobil moč Kuša. Kralji, ki so vladali za Aspelto, so izgubili vse možnosti, da bi znova pridobili nadzor nad Egiptom. Namesto tega so se nubijski vladarji odločili, da svojo prestolnico premaknejo iz Napate na jug v relativno varni Meroë. Zanimivo je, da Psametik II. ni izkoristil svoje zmage in zasedel nubijskega ozemlja. Njegove čete so se umaknile nazaj do prvega katarakta in Elefantina je še naprej označevala južno mejo Egipta.
Rezultat kampanje je bilo zavestno uničenje spomenikov kušitskih kraljev, ki so vladali v Egiptu kot Petindvajseta dinastija. Z njihovih kipov in reliefov so bila odstranjena njihova imena in emblemi.
Leta 591 pr. n. št. se je Psametik II. odpravil na pohod v Palestino, "da bi spodbudil splošni levantinski upor proti Babiloncem". Na njegovi strani je, med drugimi, sodeloval tudi Zedekija, kralj Judejskega kraljestva.

## Spomeniki
Psametik II. se v svoji kratki šestletni vladavini ni izkazal samo kot dinamičen bojevnik ampak tudi kot plodovit graditelj. Pomemben tempelj Saite v vasi El-Mahalla El-Kubra v delti Nila, ki je enako oddaljena od Sebenita in Behbeit El-Hagarja, sta verjetno zgradila Psametik II. in njegov sin Apries. Člani Napoleonove odprave v Egipt so na tem mestu opazili "izjemno število gradbenih elementov iz granita in turkiza, ponovno vgrajenih v sodobnih zgradbah". To odkritje je pozneje potrdil Nestor L'Hôte leta 1828, ki je naštel več kot 120 granitnih stebrov, vgrajenih samo v mošejo v tej vasi. V El-Mahalli El-Kubra je videl tudi 1,8 metra dolg odlomek iz rdečega granita z imenom Psametika II. in vratno preklado z Apriesovim imenom.
Med vladanjem Psametika II. je bil v templju v Heliopolisu postavljen par obeliskov, visokih več kot 21,79 metra. Prvi rimski cesar Avgust je enega od obeliskov, danes znanega kot Obelisk Montecitorio, ki so ga verjetno podrli perzijski napadalci leta 525 pr.n.št., ukazal leta 10 pr. n. št prepeljati v Rim.  Psametik II. je zgradil tudi kiosk na otoku File. Kiosk je najstarejši znani spomenik na otoku. Sestavljen je dveh vrst s po štirimi stebri, ki so bili povezani z rešetkastimi zidovi.
Psametik II. je postavil temelje Hibisovega templja v oazi Karka, posvečen triadi Amona, Mut in Honsuja z znatnim poudarkom na kultu Ozirisa. Tempelj z dimenzijami 19,5 x 26 metrov je stal na bregu zdaj presušenega jezera. Tempeljsko okrasje je dokončal perzijski kralj Darej I. ali morda Darej II. Hibisov tempelj tvorijo hipostilna dvorana z dvema stebroma s papirusnima kapiteloma, dvorana za darovanja, tri svetišča za templjem in kapela, posvečena kultu Psametika II.
Ogromen prehod iz peščenjaka skozi zunanjo steno ograjenega prostora je še vedno visok skoraj 5 metrov. Zgrajen je bil v ptolemajskem ali rimskem obdobju. Na vratih je bilo vklesanih veliko napisov in odlokov z najrazličnejšo vsebino, kot so obdavčitev, dedovanje, sodni sistem in pravice žensk, pri čemer najstarejše besedilo sega v leto 49 n. št.
Edine arheološke raziskave je opravil Metropolitanski muzej umetnosti leta 1910-1911. Restavratorska dela je opravil Egitovski urad za starine. Tempelj Hibis je ob preročišču v Sivi najbolje hranjen in dokumentiran tempelj iz zgodnjega egipčanskega poznega obdobja.

## Naslednik
Psametika je po smrti leta 589 pr. n. št. nasledil Vahibre (Aries), njegov sin s kraljico Tahnut, princeso Atribisa. Psametik in Tahut sta bila tudi starša Menekhubaste, svečenice Atuma v Heliopolisu, in Anknesneferibre, božje Amonove žene, ki je bila na tem pomembnem položaju  v Gornjem Egiptu do konca saitskega obdobja leta 525 pr. n. št., ko so Egipt osvojili Perzijci. Datum Psametikove smrti je omenjen na Anknesneferibrejini steli: leto 7, I akhet, dan 23.

## Slici
1. ↑  Peter Clayton. Chronicle of the Pharaohs. Thames and Hudson, 1994. str. 195.
2. ↑  Roberto Gozzoli. Psammetichus II, Reign, Documents and Officials. London, 2017, ISBN 978-1906137410, str. 18.
3. ↑  The New Encyclopædia Britannica: Micropædia, Vol. 9, 15th edition, 2003. str. 756.
4. ↑  "king Psammetichus II (Psamtik II)". Touregypt.net. Pridobljeno 20. novembra 2011.
5. 1 2  Britannica, str. 756.
6. ↑  Charles Bonnet, Dominique Valbelle. The Nubian Pharaohs. The American University in Cairo Press, 2005. str. 166-167.
7. ↑  Bonnet & Valbelle, str. 166-167.
8. ↑  Alan B. Lloyd. The Late Period. The Oxford History of Ancient Egypt (ur. Ian Shaw). Oxford Univ. Press, 2002. str. 381.
9. 1 2 3 4 5  Dieter Arnold. Temples of the Last Pharaohs. Oxford University Press, 1999. str. 76.
10. ↑  Nestor L'Hôte. Sur le Nil avec Champollion: Lettres, journaux et dessins inédits de Nestor L'Hôte: premier voyage en Egypte, 1828-1830.
11. ↑  Nasrallah, Laura Salah (2019). Archaeology and the Letters of Paul (v angleščini). Oxford University Press. str. 205. ISBN 978-0-19-969967-4.
12. 1 2  Arnold, str. 77.
13. 1 2  "Hibis". Egyptsites.co.uk. Pridobljeno 20. novembra 2011.
14. 1 2  Arnold. Temples. str. 79
15. ↑  Christian Settipani. Nos ancêtres de l'Antiquité, 1991. str. 153, 161.
16. ↑  Bonnet & Valbelle, str. 170.

| Psametik II. Šestindvajseta dinastija |                                              |                            |
| Vladarski nazivi                      |                                              |                            |
| Predhodnik: Neko II.                  | Faraon Egipta 595 pr. n. št.– 589 pr. n. št. | Naslednik: Vahibre (Aries) |